# Yilmar Herrera
Yilmar Andrés Herrera Madera, né le 29 avril 1996 à El Bagre, est un athlète colombien, spécialiste du 400 m.
Son record personnel est de 45 s 48 en 2017.
Il remporte le relais 4 x 400 m des Championnats d'Amérique du Sud 2017 à Luque (Paraguay).